# Isole Salomone ai Giochi della XXXII Olimpiade
Le Isole Salomone hanno partecipato ai Giochi della XXXII Olimpiade, che si sono svolti a Tokyo, Giappone, dal 23 luglio all'8 agosto 2021 (inizialmente erano previsti dal 24 luglio al 9 agosto 2020 ma sono stati posticipati per la pandemia di COVID-19). La delegazione era composta da tre atleti, un uomo e due donne, impegnati in tre discipline.

## Delegazione
| Sport             | Uomini | Donne | Totale |
| ----------------- | ------ | ----- | ------ |
| Atletica leggera  | 0      | 1     | 1      |
| Nuoto             | 1      | 0     | 1      |
| Sollevamento pesi | 0      | 1     | 1      |
| Totale            | 1      | 2     | 3      |

## Risultati

### Atletica leggera
Eventi su pista e strada
| Atleta         | Evento             | Finale    | Finale    |
| Atleta         | Evento             | Risultato | Posizione |
| -------------- | ------------------ | --------- | --------- |
| Sharon Firisua | Maratona femminile | 3h02'10"  | 72ª       |

### Nuoto
| Atleta    | Evento                      | Batterie | Batterie  | Semifinali      | Semifinali      | Finale          | Finale          |
| Atleta    | Evento                      | Tempo    | Posizione | Tempo           | Posizione       | Tempo           | Posizione       |
| --------- | --------------------------- | -------- | --------- | --------------- | --------------- | --------------- | --------------- |
| Edgar Iro | 100 m stile libero maschili | 1'00"13  | 70º       | Non qualificato | Non qualificato | Non qualificato | Non qualificato |

### Sollevamento pesi
| Atleta         | Evento | Strappo   | Strappo    | Slancio   | Slancio    | Totale | Classifica |
| Atleta         | Evento | Risultato | Classifica | Risultato | Classifica | Totale | Classifica |
| -------------- | ------ | --------- | ---------- | --------- | ---------- | ------ | ---------- |
| Mary Kini Lifu | -55 kg | 67 kg     | 14ª        | 87 kg     | 14ª        | 154 kg | 14ª        |